# Томин, Николай Дмитриевич

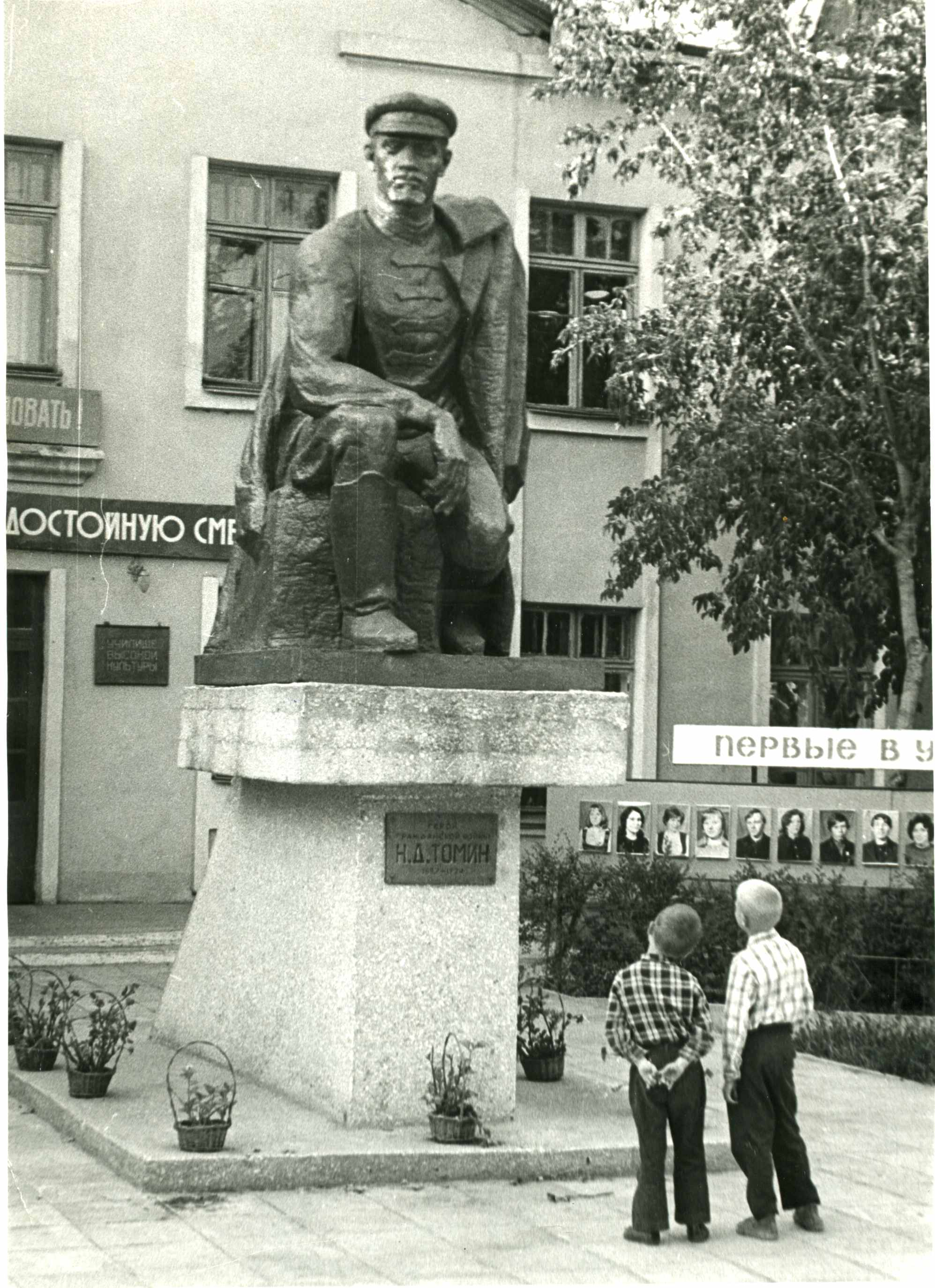
Памятник в Кургане, скульптор А. И. Козырев, архитектор А. С. Якушев

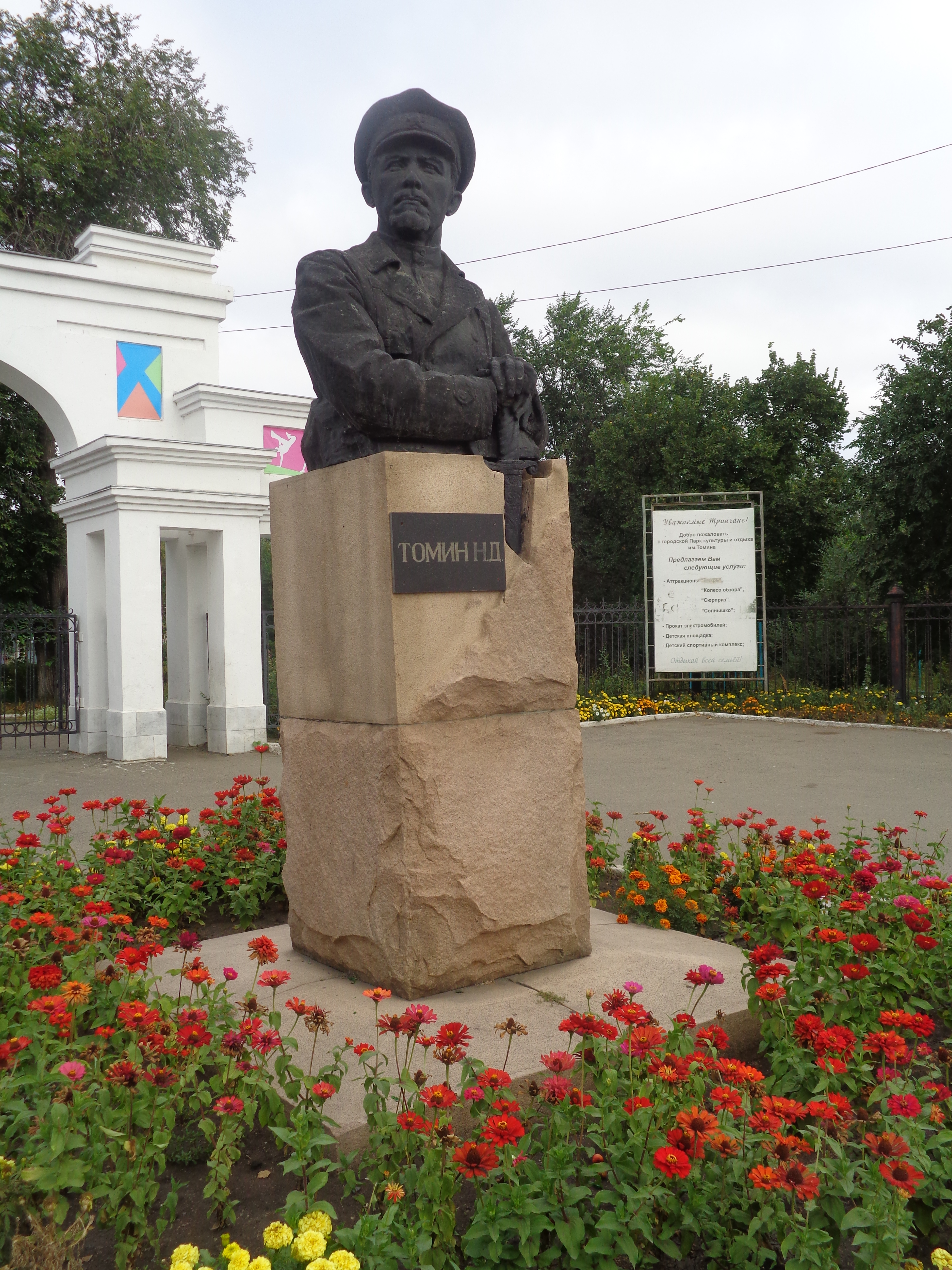
Бюст в Троицке, скульптор П. М. Криворуцкий

Никола́й Дми́триевич Томин (4 [16] декабря 1886, Кочердыкский, Оренбургская губерния — 12 августа 1924, Карагач 2-й, Кулябский вилайет) — советский военачальник, участник Гражданской войны.

## Биография
Николай Томин родился в казачьей семье 4 (16) декабря 1886 года (в некоторых источниках ошибочно указывают 1887 год) в посёлке Кочердыкском Усть-Уйского станичного юрта Челябинского уезда Оренбургской губернии, который относился к Войсковой территории Челябинского уезда (3-й военный отдел Оренбургского казачьего войска). Ныне село Казак-Кочердык входит в Целинный муниципальный округ Курганской области. Николай был старшим из четырёх детей.
Окончил три класса школы, но после смерти отца вынужден был её оставить и пойти работать на маслозавод Харинаса. Через два года мать Николая вышла замуж вновь, и имущество семьи было разделено.
Николай уехал в Куртамыш, где начал работать у купца Завьялова мальчиком на побегушках, а с осени 1905 года — приказчиком. В декабре познакомился с политическими ссыльными отцом и сыном Друговыми и начал участвовать в нелегальной деятельности.
В июне 1906 года начал вести дневник, который продолжал до последних дней жизни. Вскоре попал под негласный надзор полиции. В начале 1907 года по поручению ссыльных организовал в Куртамыше союз приказчиков.
В 1910 году женился на Анне Клоповой, с которой встречался до этого три года. В марте 1911 года у них родился сын Александр, умерший через три месяца.
В июле 1914 года был призван в армию и вскоре отправлен на фронт в составе 12-го Оренбургского казачьего полка 2-й бригады 1-й Оренбургской казачьей дивизии. Воевал на Румынском фронте. К моменту Февральской революции 1917 года дослужился до младшего урядника и был награждён Георгиевской медалью 4-й степени и Георгиевскими крестами 3-й и 4-й степени. Некоторое время спустя был избран председателем солдатского комитета дивизии, а после Октябрьской революции — начальником дивизии. Под его руководством в конце декабря дивизия прибыла в Люберцы и перешла на сторону Советской власти.
В январе 1918 года вместе с 11-м и 12-м полками дивизии прибыл в Троицк, где полки были распущены, а Томин в конце февраля был избран начальником штаба войск уезда и председателем казачьей секции Троицкого исполкома. В марте назначен командующим войсками уезда. В июне избран командиром первой сотни 1-го Революционного Оренбургского социалистического полка имени Степана Разина.
13 июня белочехи предприняли наступление на Троицк. Первый налет был отбит 14 июня у станицы Клястицкой, однако новое наступление ночью 18 июня привело к тому, что части красных были вынуждены оставить Троицк. После этого Томин был избран командующим Троицким отрядом, который 22 июня пришёл в Верхнеуральск и влился в отряд Ивана Каширина. Попытка красных отбить Троицк провалилась, 7 июля белые вошли в Верхнеуральск, а красные отступили в Белорецк. Там все имеющиеся части были объединены в Сводный Уральский отряд под командованием Николая Каширина (после его ранения командующим стал Василий Блюхер), в составе которого Троицкий отряд Томина участвовал в походе, закончившемся 12 сентября 1918 года в Кунгуре.
После окончания похода Томин был награждён золотыми часами с надписью «Честному воину РККА Н. Д. Томину. ВЦИК. 1918 год», а Троицкий отряд был преобразован во вторую бригаду 30-й стрелковой дивизии.
В начале летних наступательных операций 1919 года 3-й красной армии Н. Д. Томин высказывал мысль о том, что для развития боевых успехов необходимо иметь армейскую (стратегическую) конницу, которая, оторвавшись на значительное расстояние от пехоты, могла действовать и свободно решать боевые задачи, главным образом в тылу врага. Эта мысль была поддержана начальником 30-й дивизии Н. Д. Кашириным и благоприятно встречена командованием 3-й армии.
12 июля 1919 года при 3-й армии Восточного фронта по инициативе Томина был сформирован сводный кавалерийский отряд, командование которым было на него же и возложено. В отряд вошли: от 29-й стрелковой дивизии — Путиловский стальной кавалерийский полк (1500 сабель); от 30-й стрелковой дивизии — 55-й Нарвский полк Красных гусар и 1-й, 3-й и 4-й кавалерийские дивизионы (всего около 2000 сабель). Последние два дивизиона были сведены Н. Д. Томиным в один Петроградско-Уфимский полк. Отряду была придана артиллерийская батарея. В момент создания сводного кавалерийского отряда пехотные части 3-й армии вышли на линию Кузино — Лысьево, тогда как конные части 30-й дивизии были сосредоточены в районе Кунгура, то есть отстали на 150 верст. Чтобы войти в соприкосновение с противником, частям отряда приходилось делать переходы по 60 и 70 верст в сутки.
14 июля отряд прорвал линию фронта и направился в сторону железной дороги двумя колоннами: правая — Путиловский полк на Верхне-Тагильский завод, левая на Висимо-Шайтанский завод. В 5 часов утра 15 июля, неожиданно атаковав части белых, расквартированные на территории Верхне-Тагильского завода, Путиловский полк после короткого уличного боя захватил 400 пленных. К 17 часам путиловцами были заняты Нейво-Рудянский завод и станция Дудянка. Висимо-Шайтанский завод был с 15 на 16 июля был занят без боя, так как на нем восстали рабочие и противник оставил завод за несколько часов до подхода левой колонны. 16 июля Петроградско-Уфимский полк занял Черноисточинский завод. Высланным эскадроном была занята станция Шайтанка, чем перерезан железнодорожный путь. За трое суток красные прошли около 150 километров. Северная группа войск генерала А. Н. Пепеляева оказалась отрезанной от остальных частей колчаковской Сибирской армии. 19 июля отряд разгромил колчаковцев у станции Егоршино. Отряд участвовал в освобождении от белогвардейских войск Ирбита и Камышлова.
Учитывая, что между 4-м корпусом белых, действующим на Тюменском направлении, и ударным корпусом Анненкова, действующим на фронте озера Маяк — Шадринск, образовался большой прорыв, командование Восточного фронта красных поставило 3-й армии задачу нанести удар по правому флангу войск противника. Начальник 30-й дивизии Н. Д. Каширин приказал отряду армейской кавалерии под командованием Н. Д. Томина, находящемуся в Камышлове, стремительно двинуться в направлении на Шадринск, Окуневское, станцию Юргамыш. Отряд участвовал в освобождении от белогвардейских войск Далматова. Под вечер 2 августа сводная кавгруппа Томина в составе двух дивизионов 1-го Уральского полка, полка Красных гусар и конных разведчиков 2-й томинской бригады совместно с пехотой и частью 4-го Уральского полка под деревней Подкорытова смяли и изрубили колчаковскую конную гвардию, полки «Черных гусар», «Голубых улан», «Сибирских драгун» и пехоту 16-го Ишимского добровольческого полка, командиром которого был Н. Н. Казагранди, и с ходу заняли город Шадринск. 5 августа отряд Томина сосредоточился на станции Шадринск.
9 августа отряд Томина переправился через Миасс у села Бакланского и, прорвав фронт белых, развернул наступление севернее Илецко-Иковского бора. 10 августа белые после неоднократных боев вытеснили из деревни Деулиной красную кавалерию. С занятием красными района деревни Банниковой томинцы разъединили группу генерала Вержбицкого и группу, оперирующую по линии железной дороги Курган — Челябинск. Для поддержки сводного кавалерийского отряда в район Банниковой был направлен 270-й полк 3-й бригады 30-й стрелковой дивизии. К вечеру 12 августа части конного отряда Н. Д. Томина сосредоточились в районе кордонов «Лесной просвет», «Горелая Мельница», в 22 верстах от Кургана. Утром 13 августа конница Н. Д. Томина появилась в 10 километрах западнее Кургана и внезапно атаковала находившиеся здесь полки белых, к 16 часам вела бои под деревнями Чаусово и Новая. Полк Красных гусар правым флангом находился недалеко от Кургана. Петроградско-Уфимским полком с боем были заняты село Введенское и деревня Зайкова. На плечах бежавших белых полк Красных гусар ворвался в Курган и захватил железнодорожный мост через Тобол, сохранив его для наступающих частей Красной армии. В 24 часа 13 августа Курган был взят.
После освобождения Кургана отряд был расформирован, а Томин назначен начальником 10-й кавалерийской дивизии в составе 3-го кавалерийского корпуса. В июне 1920 года дивизия была переброшена на Западный фронт и в ходе боев с поляками заняла такие города, как Свенцяны, Вильно, Гродно. В августе 1920 года, в день взятия Млавы, Томин был награждён орденом Красного Знамени.
После поражения под Варшавой 3-й кавалерийский корпус Г. Д. Гая, в который входила дивизия Томина, был интернирован на территории Германии. Через некоторое время немецкое командование стало разделять части и отправлять их вглубь Германии, и Томин вместе со своим ординарцем совершил побег из поезда. По пути к ним присоединялись группы красноармейцев, также пробиравшихся домой, и 17 сентября отряд численностью до 300 человек во главе с Томиным перешёл литовско-советскую границу. 10 октября Томин стал начальником 10-й Кубанской кавалерийской дивизии, которая вскоре участвовала в боях против отрядов Станислава Булак-Балаховича.
В конце декабря принял командование 2-м конным корпусом, до конца апреля 1921 года выполнявшим задачу по уничтожению бандитизма на Кубани.
В мае — июле 1921 года командовал 15-й Сибирской кавалерийской дивизией, расквартированной в Козлове и участвовавшей в подавлении антоновского мятежа.

Начальник пятнадцатой сибкавдивизии тов. Томин за время командования дивизией зарекомендовал себя выдающимся кавалерийским начальником. За энергичную работу, умелое руководство и личное участие в операциях по подавлению и уничтожению банд Лобана, Бодова и Карася награждаю начальника пятнадцатой сибкавдивизии тов. Томина золотыми часами.— Из приказа командующего войсками Тамбовской губернии М. Н. Тухачевского
По просьбе В. К. Блюхера, командовавшего в тот период Народно-революционной армией ДВР, РВС откомандировал Томина на Дальний Восток, где он принял командование Забайкальской группой войск в составе 1-й Читинской стрелковой бригады и отдельного Троицко-Савского кавалерийского полка. По пути на линию фронта Блюхер возложил на Томина командование и Инской группой, а также подготовку войск всего фронта к наступлению. В декабре 1921 года прибыл на станцию Ин. В начале февраля 1922 года начались активные боевые действия. 5 февраля Томин, командуя 2-й Забайкальской группой, занял станцию Ольгохту, разбил крупные воинские соединения японцев и белогвардейцев. А вскоре части под командованием Томина освободили Волочаевку и Хабаровск.
После отпуска, со 2 сентября 1922 года, начал командовать 6-й отдельной Алтайской кавалерийской бригадой, расположенной в Семипалатинске. В марте 1923 года, мечтая заняться сельским хозяйством, попросил о демобилизации, но получил категорический отказ и был переведен в Бийск командовать 4-й кавалерийской бригадой.
В конце августа был направлен на учёбу.

Тов. Томин за время совместной службы показал себя чрезвычайно энергичным и настойчивым работником. Хотя и не имеет военного образования, но за время службы на ответственных должностях приобрел большой практический опыт. Систематичен и расчетлив в работе. Правильно и быстро схватывает обстановку. Прямой, не стесняется говорить правду в глаза, что часто вызывает недоброжелательное к нему отношение. Болезненно самолюбив, но в своих ошибках сознается. К подчиненным строг, но справедлив, хороший товарищ. Работает над расширением как военного, так и общего кругозора. Недостаток общеобразовательного ценза восполняется природным умом. Трезв и безупречно честен. Предан делу революции. Политически удовлетворительно развит. Состояние здоровья хорошее. Как командир для Красной Армии чрезвычайно ценен. Желательно командирование на Военно-академические курсы высшего комсостава РККА для получения теоретических знаний. Занимаемой должности соответствует.— Комкор-военком 10 Гайлит
С 1924 года — член РКП(б).
В апреле 1924 года был повторно назначен командиром 6-й отдельной Алтайской кавалерийской бригады, в связи с чем учёбу на курсах пришлось оставить. Бригада была направлена в Бухарскую Народную Советскую Республику для борьбы с басмачеством. Когда бригада в конном строю подходила к Кулябу, Томин, не доезжая до города, сошел с коня и приказал всем бойцам спешиться. «Мы не завоеватели, а освободители, — сказал он. — Поэтому мы должны войти в город пешим порядком. Это уважение к народу». Летом основные силы басмачей в Кулябском вилояте были разбиты. В частности, был ликвидирован крупный отряд Кур-Артыка — ближайшего сподвижника Ибрагим-бека. Оставшиеся мелкие группы продолжали нападать на караваны, небольшие гарнизоны, совершать набеги на кишлаки.
Неотъемлемой чертой Томина, как командира являлось его непосредственное участие в боях. Только за 15 дней Томин побывал в 27 атаках против басмаческих банд. В одной из стычек с басмачами он был ранен и находился на излечении в кулябском госпитале. Узнав, что в Кулябе остался небольшой красноармейский отряд, басмачи 11 августа 1924 года готовились напасть на малочисленный гарнизон. Как только Томин получил сведения об этом, он покинул больницу и, возглавив комендантский эскадрон, направился на розыск басмачей.
12 августа 1924 года был смертельно ранен в бою с басмачами банды Аланазара-курбаши у кишлака Карагач Кулябского кента Кулябского тумана Кулябского вилайета Бухарской Народной Советской Республики, ныне село имени Ходжа Муъмин (тадж. Хоҷамуъмин (деҳа, н. Восеъ)) дехота Тугарак (тадж. Деҳоти Тугарак) Восейского района Хатлонской области Республики Таджикистан.
Кулябский городской Совет постановил перенести останки тела Томина и захоронить их в центре города Куляба. В 1950 году на могиле был установлен памятник, в 1990-е годы памятник был снесён.

## Награды
- Два ордена Красного Знамени: 27 мая 1920 года[13]; 13 мая 1924 года[14][15][16]
- Золотые часы с надписью «Честному воину РККА Н. Д. Томину. ВЦИК. 1918 год», сентябрь 1918 года
- Георгиевский крест III степени[уточнить]
- Георгиевский крест IV степени № 402016, 29 июля (11 августа)  1915 года[17][18]
- Георгиевская медаль IV степени № 266003[19]

## Память

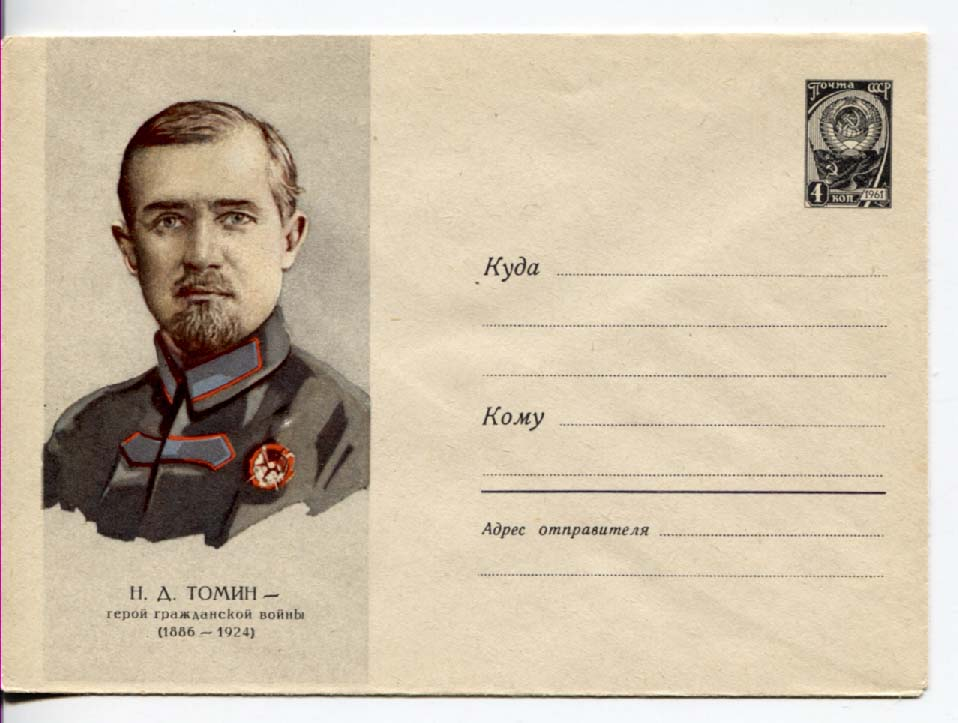
Почтовый конверт СССР

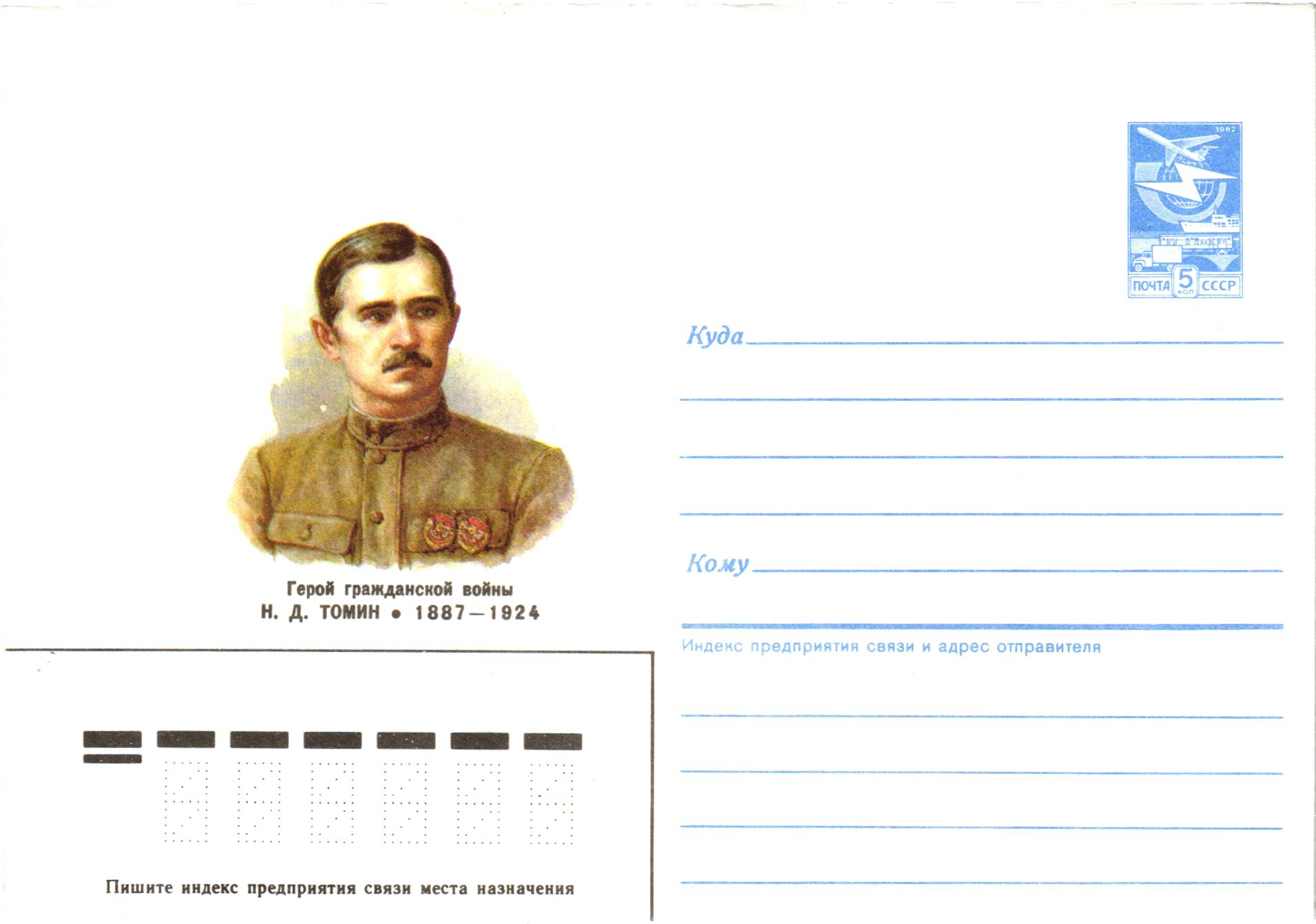
Почтовый конверт СССР

- В 1930 году, в честь 10-летия 1-й Конной армии, приказом Революционного военного совета 3-й бригаде 8-й кавалерийской дивизии Червонного казачества присвоено имя Н. Д. Томина.
- В 1959 году, в канун годовщины освобождения города Кургана от колчаковщины, улица Красноармейская (бывш. Казарменный переулок, Богородский (Богородице-Рождественский, Соборный) переулок) переименована в улицу Томина.
  - Мемориальная доска о переименовании улицы, ул. Гоголя, 37[20] / ул. Томина, 86[21]
- Имя Н. Д. Томина носит одна из улиц города Гродно.
- Именем Н. Д. Томина назван переулок в городе Шадринске[22].
- Памятники Томину:
  - Город Куляб (Хатлонская область, Таджикистан), бюст установлен в центре города в 1950 году, в 1990-е годы был снесён[11].
    - Бюст в Кулябском городском парке. Открыт в июне 2022 года[23].
    - Обелиск на историческом месте захоронения в парке Победы города Куляба. Открыт в июне 2022 года[24]

  - Город Курган, (Россия), памятник открыт 5 мая 1975 года, скульптор А. И. Козырев, архитектор А. С. Якушев
  - Город Куртамыш (Курганская область, Россия), бюст установлен в августе 1965 года, скульптор П. М. Криворуцкий[25]
  - Город Троицк (Челябинская область, Россия), бюст высотой 1,5 метра отлит из бронзы на ленинградском заводе «Монументскульптура», вписан в гранитный постамент около 4 метров. Постамент представляет собой блок квадратного сечения. Его форма, размеры и цвет предложены автором памятника, открыт 4 сентября 1962 года, скульптор П. М. Криворуцкий. Ранее на этом месте был памятник И. В. Сталину[26]
  - Село Целинное (Целинный район, Курганская область, Россия), бюст возле школы им. Н. Д. Томина
  - Обелиск в селе Казак-Кочердык (Целинный район, Курганская область, Россия).
  - Обелиск на месте гибели комбрига Николая Томина. отреставрирован в 2014 году силами 201-й российской военной базы, открыт в марте 2015 года[11][27][28]
- Мемориальная доска, г. Курган, ул. Томина, 40. Надпись: «Томин Николай Дмитриевич (1887—1924) — герой гражданской войны, талантливый командир. 13 августа 1919 года его отряд освободил г. Курган от колчаковских войск»[29]
- Железнодорожная станция, улицы, парки и школы.
- Колхоз имени комбрига Томина (Восейский район, Хатлонская область, Таджикистан).
- Совхоз имени Томина, Косолаповский сельсовет Целинного района Курганской области (ныне не существует)
- Муниципальное казенное учреждение культуры Куртамышского района «Краеведческий музей им. Н. Д. Томина», Курганская область, г. Куртамыш, пер. Нижний, 5. Открыт 22 апреля 1960 года. Одними из первых экспонатов музея были подаренные его супругой А. И. Томиной дневник, золотые часы и библиотека[30].
- Техническому училищу № 1 г. Кургана было присвоено имя Н. Д. Томина, установлен памятник и открыт музей (ныне Институт развития образования и социальных технологий), ул. Техническая, 3.
- МКОУ «Целинная средняя общеобразовательная школа им. Н. Д. Томина», с. Целинное, Курганская область. Имя Н. Д. Томина присвоено школе Указом Президиума Верховного совета РСФСР с сентября 1973 года[31].
- В 1964 и 1986 годах выпущены почтовые художественные маркированные конверты.